# تخلف عن التسديد (مالية)

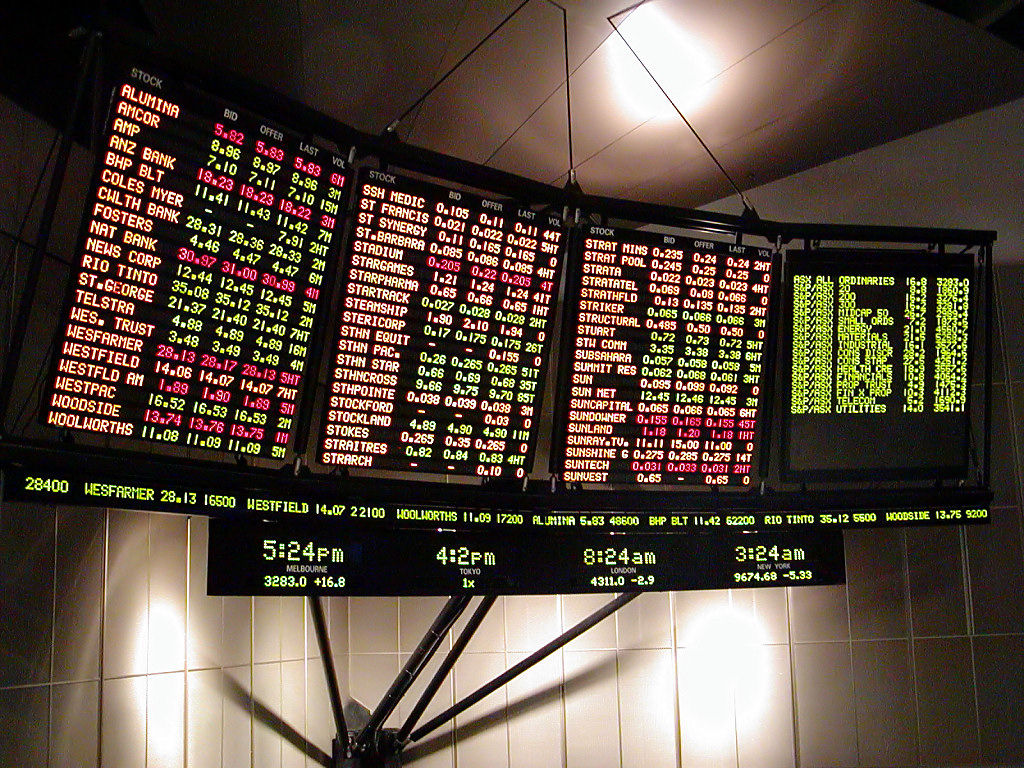

التخلف عن التسديد في التمويل هو عدم اتباع الالتزامات القانونية (الشروط) الخاصة بقرض ما، على سبيل المثال عندما لا يوفي مُشتري البيت قسط الرهن العقاري أو عندما لا تسدّد الحكومة أو الشركة المساهمة سنداً مالياً بعد تجاوزه تاريخ الاستحقاق. الإفلاس السيادي أو الوطني هو عدم دفع الحكومة أو رفضها لإعادة الدين العام.
أكبر تخلّف عن التسديد في القطاع الخاص في التاريخ هو لبنك ليهمان براذرز بمبلغ أكثر من 600 مليون دولار عندما تقدّم بطلب إعلان إفلاسه في عام 2008. أكبر إفلاس سيادي هو إفلاس اليونان بمبلغ 138 مليار دولار في مارس عام 2012.

## الاختلاف بين الإعسار المالي وفقدان السيولة والإفلاس
يجب أن يُفرَّق مصطلح «التأخر عن التسديد» عن مصطلحي «العسر المالي» و«فقدان طابع السيولة» و«الإفلاس»:
- التخلف عن التسديد: تجاوز الدائن الموعد النهائي لدفع دين كان يتوجب عليه إيفاؤه.
- فقدان السيولة: لا يمتلك الدائن أموال كافية (أو ممتلكات أخرى) لدفع الديون.
- الإعسار المالي: مصطلح قانوني يعني أن الدائن غير قادر على دفع ديونه.
- الإفلاس: بيان قانوني يفرض إشراف المحكمة على العلاقات المالية للأشخاص العاجزين عن الدفع أو متخلفين عن الدفع.

## أنواع التخلف عن التسديد
يمكن أن يكون هناك نوعين للتخلف عن التسديد: التخلف الخدمي عن تسديد الديون والتخلف الفني عن تسديد الديون. يحدث التخلف الخدمي عن تسديد الديون عندما لا يضع المُقترض جدول زمني لدفع الفائدة أو الدين الأصلي. يحدث التخلف الفني عندما يُنتهك بند معاهدة إيجابي أو سلبي.
البنود الإلزامية الإيجابية هي بنود في عقود الدين تتطلب شركات للحفاظ على مستويات معينة للنسبة المالية ورأس المال. أكثر القيود الشائعة التي تُنتهك في البنود الإيجابية هي القيمة الصافية للملكية ورأس المال المتداول والسيولة القصيرة الأمد وتغطية خدمة الديون.
البنود السلبية هي بنود موجودة في عقود الدين تضع حدّاً أو تحظر إجراءات الشركات (مثل: بيع الموجودات الثابتة أو دفع توزيعات الأرباح) التي يمكن أن تعطّل خدمة الدائنين. يمكن أن تكون البنود السلبية مستمرّة أو مٌعتمدة على العجز. انتهاكات البنود الإيجابية نادرة الحصول بالمقارنة مع انتهاكات البنود السلبية.
يُضمّن البند في معظم الديون (بما فيها ديون الشركات والقروض العقارية وقروض البنك) في عقد الدين الذي يحدد أن كامل قيمة الدين أصبحت واجبة التسديد حالاً عند أول حالة تأخر عن تسديد الدفعة. بشكل عام إذا تأخر الدائن عن تسديد أي دين للمُدين فإن بند التقصير المتقاطع في العقد يحدد أن ذلك الدين بالذات أصبح متأخراً عن التسديد.
عند عدم معالجة التأخر عن التسديد في تمويل الشركات فإن أصحاب الدَّين سيبدؤون بشكل طبيعي عمليات (يملؤون طلباً بالإفلاس غير المتعمد/الجبري) لرفع الملكية عن أي ضمان يؤمّن الدين. حتى إن لم يكن الدين غير مؤمّن بضمان فإنه مازال بإمكان أصحاب الدين أن يُقاضوا بحجة الإفلاس لضمان استخدام موجودات الشركة لإعادة الدين.
توجد عدة طرق مالية لتحليل مخاطر التأخر عن التسديد مثل طريقة جارو-تورنبول وطريقة إدوارد ألتمان لحساب تنبؤ الإفلاس أو طريقة روبرت سي. ميرتون التنظيمية للتأخر عن التسديد (طريقة ميرتون).

### التأخر السيادي عن التسديد
ليس المقترضون السياديون مثل الدول القومية معرّضين لمحاكم الإفلاس في نطاق سلطتهم القضائية، من ثم يمكنهم التأخر عن التسديد دون عواقب قانونية. أحد الأمثلة هي اليونان، التي تأخرت عن تسديد القرض لصندوق النقد الدولي في عام 2015. في مثل هذه الحالات تعيد الدولة المُدينة والدائنون التفاوض على سعر الفائدة وحجم القرض أو دفعات السندات المالية. تأخرت روسيا في أزمتها المالية عام 1998 عن تسديد ديونها الداخلية (التزامات حكومية قصيرة الأمد) لكنها لم تتأخر عن تسديد سندات ديونها الخارجية. تأخرت الأرجنتين عن تسديد مليار دولار تدين بها للبنك العالمي كجزء من أزمتها الاقتصادية في عام 2002.

### التأخر المنظّم عن التسديد
من المستحسن للمنظمين والمُدينين في أوقات أزمات الإفلاس الشديدة أن يخططوا بشكل محكم لمنهجية إعادة هيكلة ديون الأمّة العامة، تُسمى «التأخر المنظم عن التسديد» أو «التأخر عن التسديد الخاضع للرقابة». يقول الخبراء الذين يفضلون هذا الأسلوب دائماً لحل أزمة الديون القومية إنه سينتج عن التأخير في تسديد الدين المنتظم أضرار للمُدينين والدول المجاورة أكثر.

### التأخر الاستراتيجي عن تسديد الدين
عندما يقرّر دائن أن يتأخر عن تسديد دين بالرغم من كونه قادراً على تسديده (دفع أقساط)، يُسمى ذلك بالتأخر الممنهج عن تسديد الدين. يحدث ذلك بشكل شائع في الديون بدون حق الرجوع إذ لا يستطيع المُدين مطالبة الدائن بمطالب أخرى، كمثال شائع على ذلك حالة الرصيد السلبي في القرض العقاري في الولايات التي تطبّق القانون العام مثل الولايات المتحدة، والتي بشكل عام تديّن بدون حق رجوع. في الحالة الأخيرة يُدعى التأخر عن التسديد بالعامية «بريد الخشخشة» - إذ يتوقف الدائن عن دفع الأقساط ويرسل المفاتيح للمُدين الذي يكون بنكاً غالباً.

### التأخر الاستراتيجي السيادي عن تسديد الدين
يستطيع الدائنون السياديون مثل الدول القومية أن يقرروا التأخر عن تسديد قرض ما، حتى إن كانوا قادرين على دفع أقساط. في عام 2008 تأخر رئيس الإكوادور رافاييل كوريا بشكل استراتيجي عن تسديد أقساط فوائد الدين القومي مُصرِّحاً أن الدين «لا أخلاقي وغير شرعي».

## تأخر المستهلكين عن التسديد
يحدث عادة تأخر المستهلك عن التسديد في حالات الإيجار أو دفعات الرهن أو القرض الاستهلاكي أو دفعات الفائدة.